# 6260 Kelsey
6260 Kelsey eller 1949 PN är en asteroid i huvudbältet, som upptäcktes 2 augusti 1949 av den tyske astronomen Karl Wilhelm Reinmuth i Heidelberg. Den har fått sitt namn efter den kanadensiska farmakologen och läkaren, Frances Oldham Kelsey.
Asteroiden har en diameter på ungefär 12 kilometer och den tillhör asteroidgruppen Eunomia.